# Сашка
«Сашка» — український мелодраматичний  телесеріал знятий за замовленням телеканалу "Україна" компанією "Про-ТВ". Прем'єра серіалу відбулася 6 січня 2014 року. Головну героїню — сироту Александру Коваленко — зіграла українська акторка Ганна Кошмал. 
Перший сезон серіалу транслювався в Україні на телеканалі "Україна" з січня по червень 2014 року

## Сюжет
Александра Коваленко (Сашка), вихованка дитячого будинку, яку часто називають сорванцем. У 18 років вона опиниться на вулиці з порожніми кишенями та величезним талантом, але без грошей і підтримки. Вона прагне знайти роботу автомеханика в сервісному центрі, адже чудово розбирається в автомобілях. Її головною мрією є купівля власного авто, але зустріч з молодим політиком кардинально змінює життя дівчини.
Андрій Марчук, перспективний молодий політик, якому пророкують успіх і швидке кар'єрне зростання, зустрічається на шляху у вихованки дитячого будинку. І тепер їм треба пройти через безліч життєвих труднощів та особистих розчарувань. Але, завдяки життєлюбству, оптимізму і стійкості, вони зможуть набути щастя, сім'ї та справжньої любові. 
Серіал також розповідає про протистояння двох політиків – Володимира Привалова та Бориса Сохацького і  змальовує жорстку конкуренцію між їхніми родинами – кланами Привалових та Сохацьких.
Колись у молодості ці чоловіки були нерозлучними друзями. Однак, двадцять років потому, їхні стосунки кардинально змінилися, перетворившись на непримиренну ворожнечу. Тепер вони змагаються один з одним за найвищу посаду в країні – президентський пост України, втягуючи у цю битву своїх рідних та близьких.

## У ролях
У серіалі знімалися:
- Ганна Кошмал — Александра Коваленко
- Олександр Давидов — Андрій Марчук
- Наталка Денисенко — Галина
- Олександр Лобанов — Руслан
- Владлена Марчак — Марина Сохацька
- Дмитро Лалєнков — Володимир Привалов
- Олександр Суворов — Борис Сохацький
- Ірина Мельник — Лобов Привалова
- Вікторія Білан-Ращук — Ольга Сохацька
- Федір Гурінець — Максим Сохацький
- Оксана Сташенко — Марта
- Марина Д'яконенко — Дарина Привалова
- Слава Красовська — Катерина
- Катерина Вишнева — Лариса

## Виробництво серіалу

### Зйомки
Зйомки серіалу «Сашка» проходили у Києві та Київській області на Victoria Film Studio.
Серіал розпочали знімати у 2013 році й завершили у квітні 2014 року.

## Цікаві факти
Співачка Ані Лорак записала пісню спеціально для однієї серії телесеріалу, а також з'явилася у вигляді камео. 
Співачка Альона Вінницька записала саундтрек до серіалу і зняла кліп при участі головних акторів.